# Bisdom Kidapawan
Het bisdom Kidapawan (Latijn: Dioecesis Kidapavanensis) is een rooms-katholiek bisdom met als zetel Kidapawan, op de Filipijnen. Het bisdom is suffragaan aan het aartsbisdom Cotabato. 

## Geschiedenis
Het bisdom werd opgericht op 12 juni 1976, als de territoriale prelatuur Kidapawan, uit delen van de territoriale prelatuur Cotabato, en was suffragaan aan het aartsbisdom Davao. Op 5 november 1979 veranderde het van kerkprovincie en werd suffragaan aan het nieuw verheven aartsbisdom Cotabato. Op 15 november 1982 werd het verheven tot bisdom. 

## Parochies
Het bisdom had in 2021 een oppervlakte van 5.199 km2 en telde 1.022.758 inwoners waarvan 56,9% rooms-katholiek was.

## Ordinarii

### Prelaten
- Federico Ocampo Escaler (12 juni 1976 - 23 februari 1980)

### Bisschoppen
- Orlando Beltran Quevedo (prelaat: 23 juli 1980, bisschop: 15 november 1982 - 22 maart 1986; kardinaal in 2014)
- Juan de Dios Mataflorida Pueblos (3 februari 1987 - 27 november 1995)
- Romulo Geolina Valles (24 juni 1997 - 13 november 2006)
- Romulo Tolentino de la Cruz (14 mei 2008 - 15 maart 2014)
- José Colin Mendoza Bagaforo (25 juli 2016 - heden)

## Galerij van afbeeldingen

Wapen van het bisdom
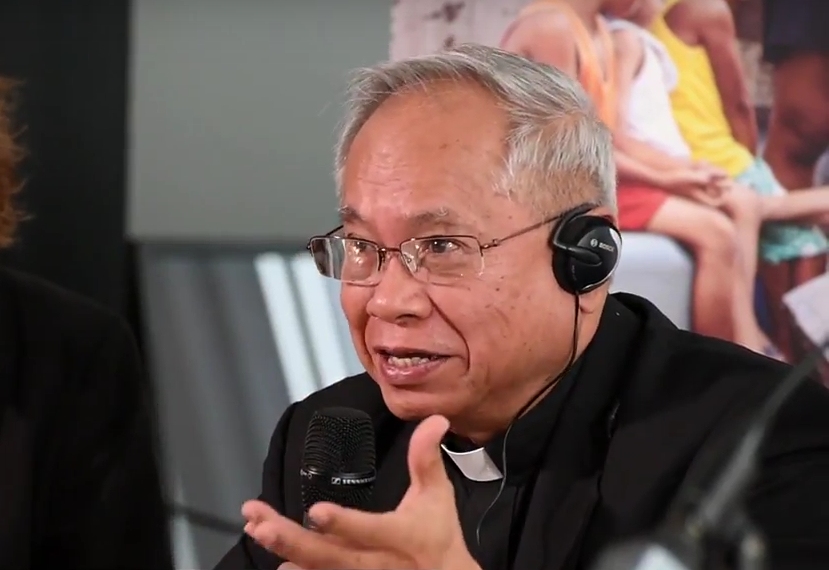
Bisschop Orlando Beltran Quevedo (1980-1986), de eerste bisschop, kardinaal in 2014
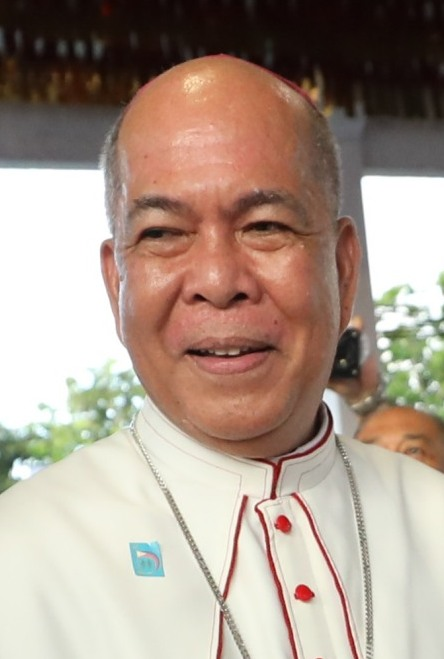
Bisschop Romulo Geolina Valles (1997-2006)

Cotabato (aartsbisdom) · Kidapawan · Marbel